# Route nationale 2 (Burkina Faso)
Pour les articles homonymes, voir Route nationale 2.
La route nationale 2 (RN 2) est une route du Burkina Faso allant de Ouagadougou à Ouahigouya. Sa longueur est de 245 km.

## Tracé
- Ouagadougou
  - Sabtenga
  - Laye
  - Boussé
  - Natenga
  - Yibi
  - Yarbila
  - Arbollé
  - Mia
  - Zongbèga
  - Douré
  - Pélegtenga
  - Sassa
  - Yako
  - Petit-Samba
  - Niessèga
  - Gourcy
  - Zindiguessé
  - Rom
  - Bougounam
  - Bilinga
- Ouahigouya
  - Thiou
  - Sanga
  - Nénébouro
  - Yensé
- Frontière entre le Burkina Faso et le Mali à Koro au Mali où elle devient la route du poisson.